# انور سراج
انور سراج (انگلیسی: Anwar Siraj؛ زادهٔ ۸ دسامبر ۱۹۷۸) بازیکن فوتبال اهل اتیوپی بود.
از باشگاه‌هایی که در آن بازی کرده است می‌توان به باشگاه فوتبال عمان اشاره کرد.
وی همچنین در تیم ملی فوتبال اتیوپی بازی کرده است.